# Csoportméret
Sok állatfaj – és köztük az ember is – csoportokban, falkákban, hordákban, nyájakban vagy rajokban él. Egyes madarak szaporodása fészkelő kolóniákban zajlik. E csoportok mérete a részt vevő fajtársak számával jellemezhető. A csoportméret ezen állatok (vagy emberek) esetében az egyedek szociális környezetének egyik legfontosabb meghatározója. A csoportméret rendszerint fajon belül is igen változatos, ezért gyakran biostatisztikai eljárásokat alkalmazunk a csoportméretek kvantitatív jellemzésére és minták közti összehasonlítására. Sajnos a csoportméret adatok statisztikailag nehezen kezelhetők, mert rendszerint jobbra-ferde, tehát aggregált eloszlást mutatnak: a legtöbb csoport viszonylag kisebb, kevés nagyobb, és nagyon kevés csoport nagyon nagy.
A felhasználható statisztikai mérőszámok két csoportba sorolhatók.

## A kívülálló szemszögéből értelmezett mérőszámok

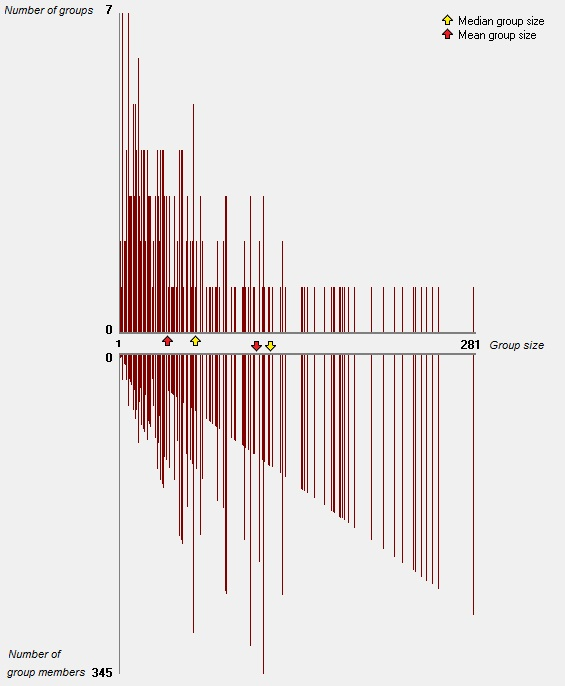
Az állati csoportméret adatok rendszerint aggregált eloszlást mutatnak, tehát a legtöbb csoport kisebb, kevés csoport nagy. Vetési varjú fészkelőtelepek méreteinek eloszlása Normandiában (1999-2000). Felül: az átlagos kolóniaméret ez esetben kb. 60 pár. Alul: Habár a nagy kolóniák ritkák, de mégis az egyedek nagy hányada ezekben él. A csoport tagjai szemszögéből értelmezett mérőszám a zsúfoltság, tehát az a csoportméret, amelyben az egyed él. Az átlagos vetési varjú kb. 120 párból álló kolóniában költ (Debout, 2003. adatai)

- A csoportméret a csoportot alkotó egyedek száma;
- Az átlagos csoportméret a csoportméret adatok aritmetikai átlaga a mintában;
- Az átlagos csoportméret konfidenciaintervalluma;
- A medián csoportméret a csoportméret adatok mediánja a mintában;
- A medián csoportméret konfidenciaintervalluma;

## A csoport tagja szemszögéből értelmezett mérőszámok
Már Jarman (1974) felismerte, hogy az átlagos egyed rendszerint az átlagosnál nagyobb csoportban él – kivéve persze, ha minden csoport egyforma méretű. Ezért ha egy tipikus, „átlagos” egyed szociális környezetét akarjuk jellemezni, akkor az átlagos csoportméret félrevezető mérőszám lehet. Elképzelhető például az, hogy az egyik állatfaj egyedei átlagosan nagyobb csoportokat alkotnak mint a másiké, miközben a másik állatfaj átlagos egyedei nagyobb csoportokban élnek mint az egyiké. A probléma statisztikai kezelését Reiczigel et al. (2008) dolgozata tekinti át:
- A zsúfoltság egy adott egyedet körülvevő csoport mérete (a csoportmérettel egyenlő, 1 a magányos egyed esetében, 2 a kétfős csoport mindkét tagja esetében, stb.). Az adott egyed szociális környezetét jellemző mérőszám;
- Az átlagos zsúfoltság a zsúfoltság értékek aritmetikai átlaga az egyedekre (és nem a csoportokra) átlagolva (Jarman 1974 terminológiája szerint ez volt a „Tipikus Csoportméret”);
- Az átlagos zsúfoltság konfidenciaintervalluma.

## Illusztratív példa
Tegyük fel, hogy a mintában 3 csoport szerepel, ahol a csoportméretek 1, 2 és 6 egyed, ekkor 
átlagos csoportméret (csoportméret értékek a csoportok számára átlagolva) ={\displaystyle (1+2+6)/3=3};
átlagos zsúfoltság (csoportméret értékek az egyedszámra átlagolva) ={\displaystyle (1+2+2+6+6+6+6+6+6)/9=4.555}.
Általánosságban, ha adva van G számú csoport, melynek méretei n1, n2, ...,  nG, akkor:
átlagos zsúfoltság={\displaystyle \sum _{i=1}^{G}n_{i}^{2}/\sum _{i=1}^{G}n_{i}}

## Statisztikai módszerek
Mivel az egyedek eloszlása a csoportok között aggregált, tehát jobbra-ferde eloszlás, a paraméteres próbák alkalmazása félrevezető volna. A zsúfoltság adatok esetében egy másik alapvető statisztikai probléma, az adatok statisztikai függetlenségének hiánya is gondot okoz. A zsúfoltság adatok definíció szerint nem függetlenek, hiszen ha az egyik egyed csatlakozik vagy kiválik a csoportból, akkor a többiek zsúfoltsága is megváltozik. Egy esemény hatására tehát több adat is összerendezett változást mutat. Reiczigel et. al. (2008) cikke tárgyalja e problémák matematikai-statisztikai kezelését (konfidencia intervallumok, kétmintás próbák, stb.), valamint ingyenes, felhasználóbarát szoftvert nyújt a számítások megvalósításához.

## Csoportkép galéria

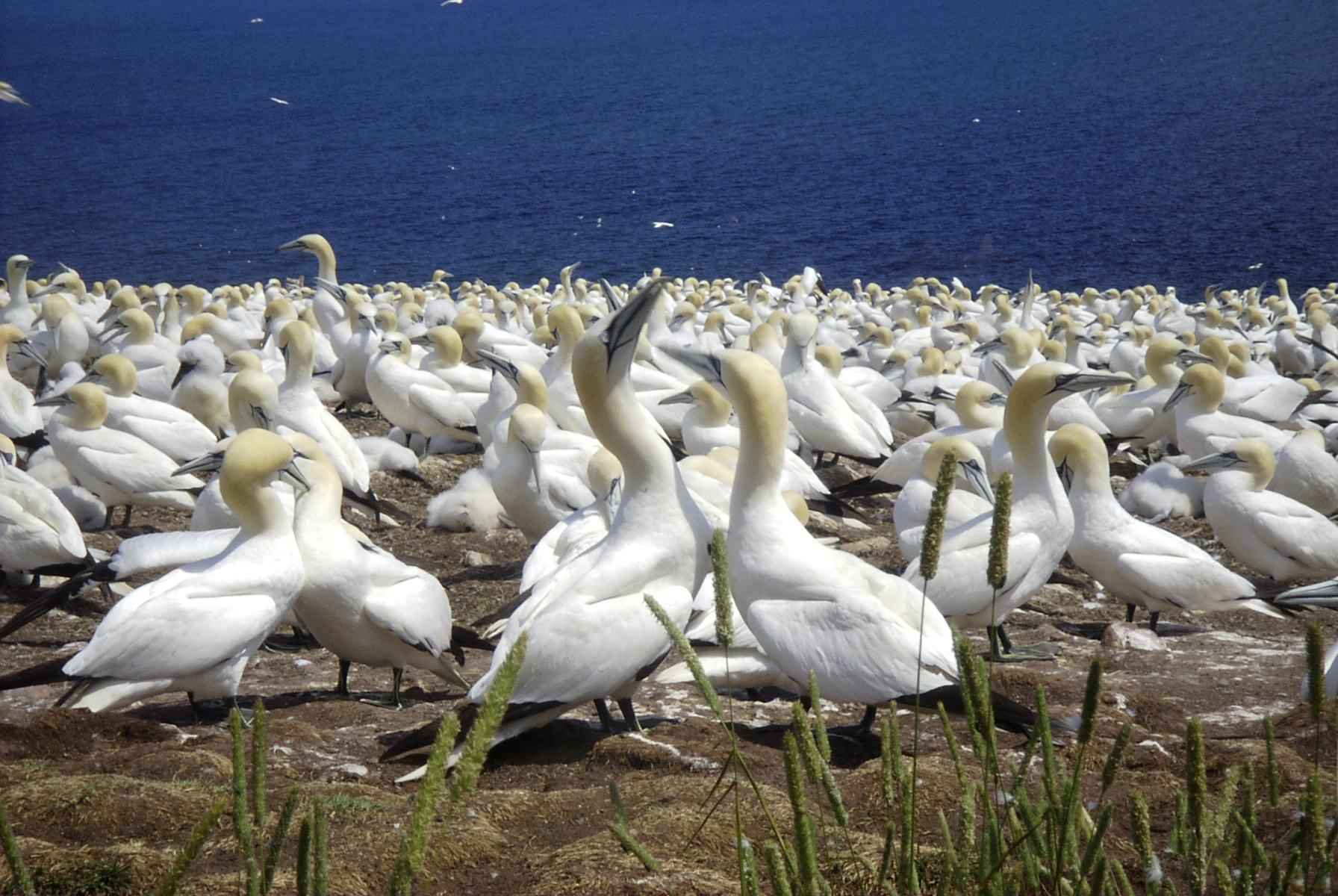
Szula fészkelő kolónia
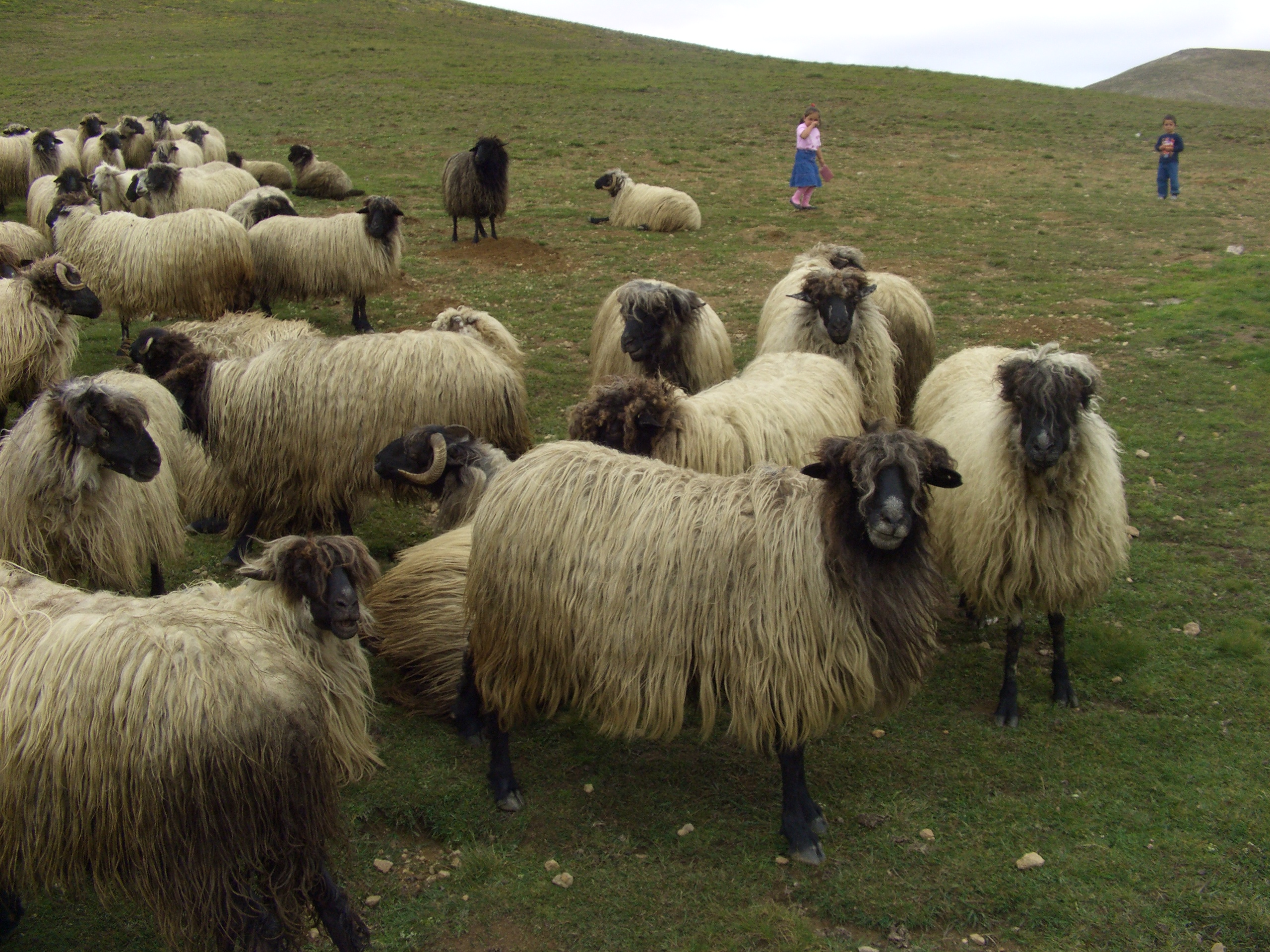
Birkanyáj
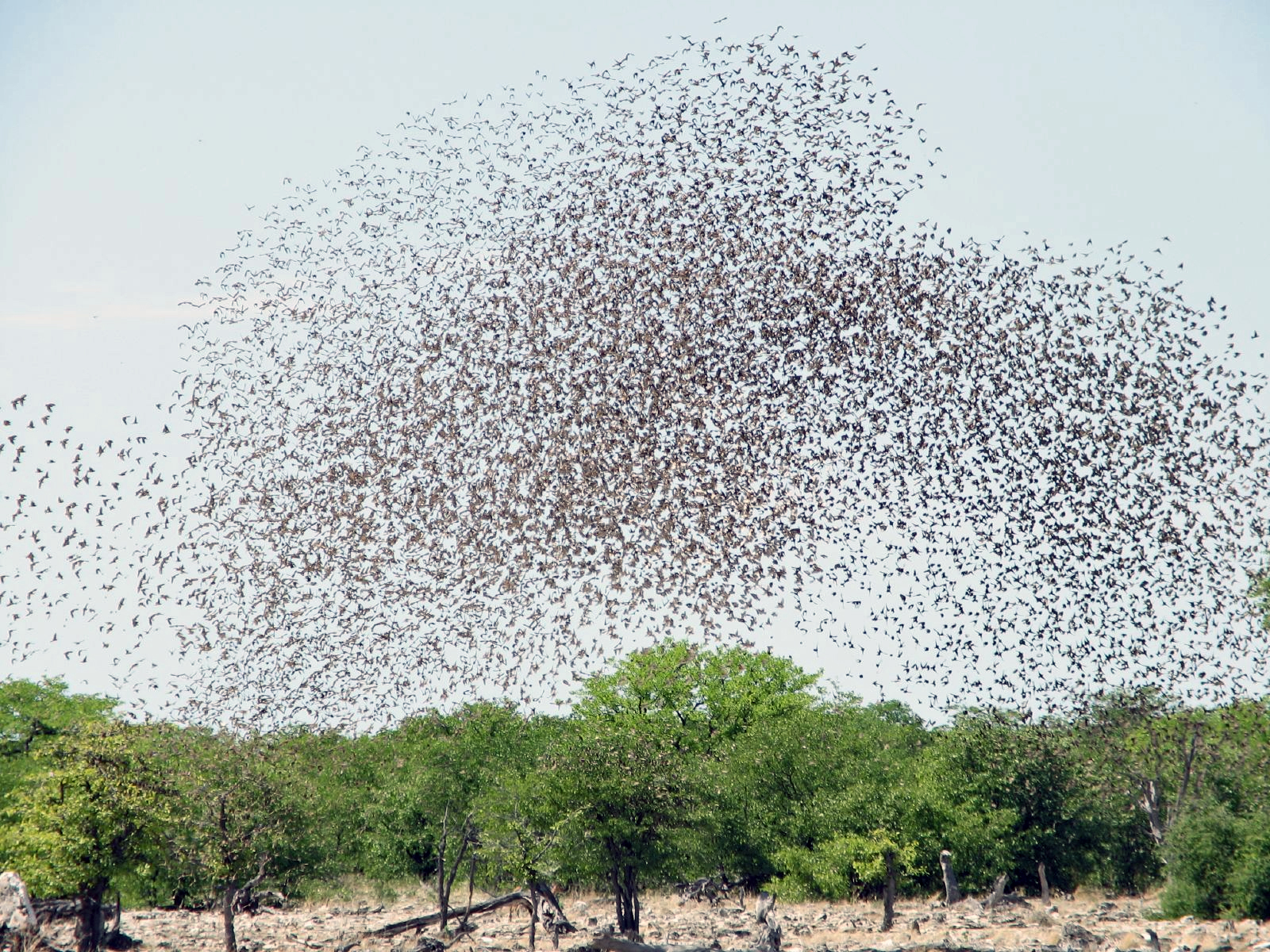
Piroscsőrű szövőmadár raj
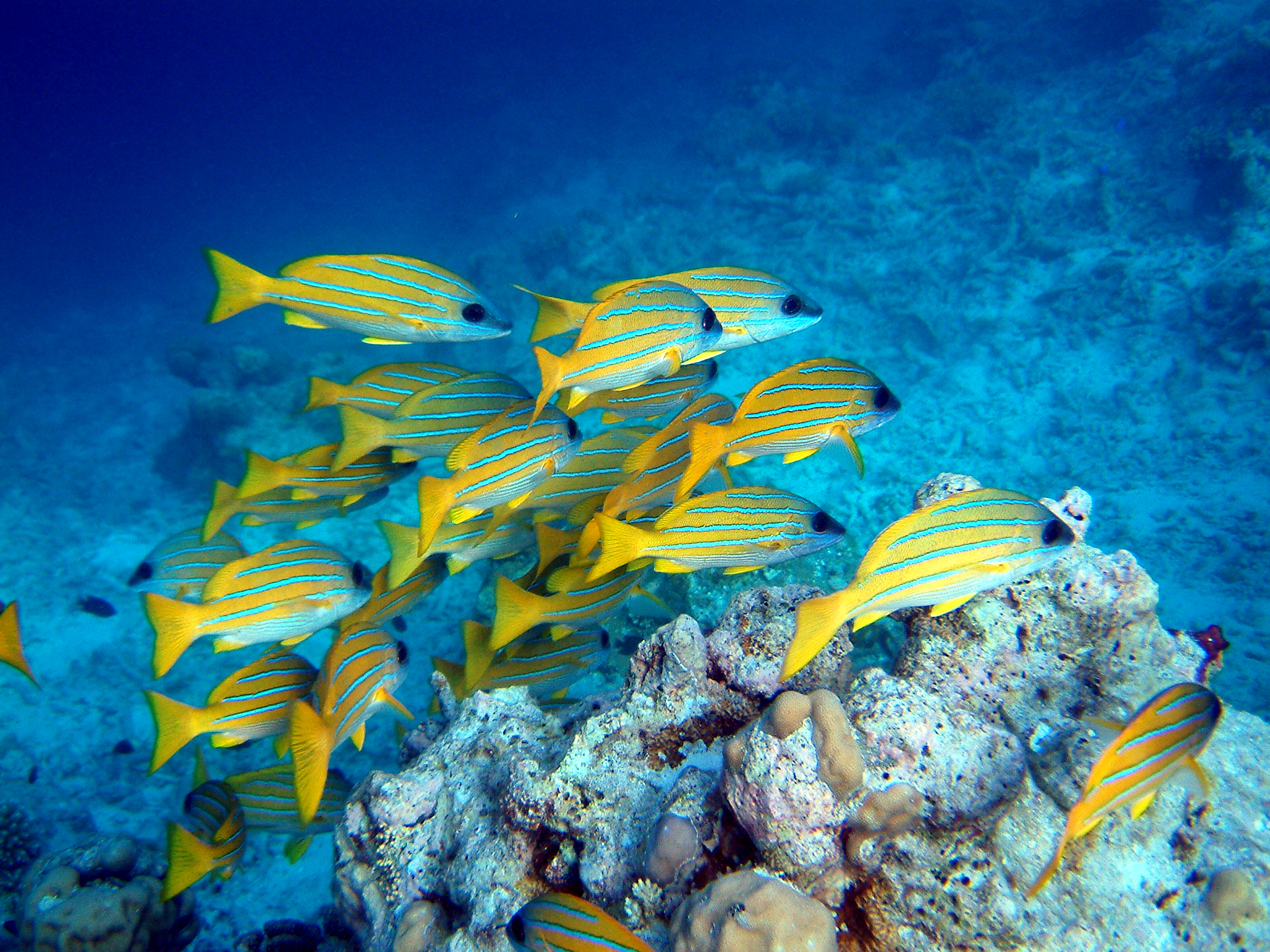
Halak (Lutjanus kasmira)
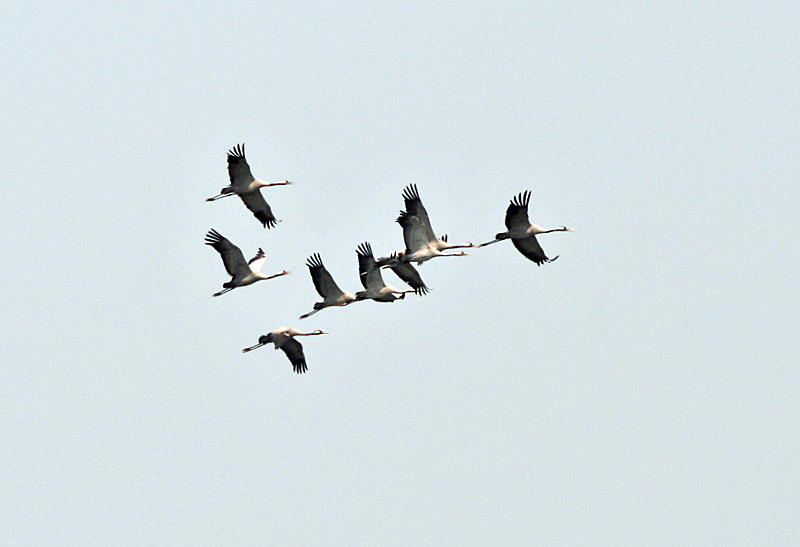
Darvak
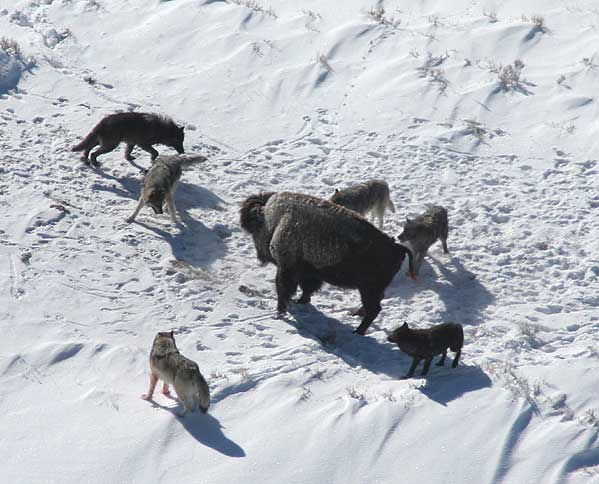
Farkasok vadásznak
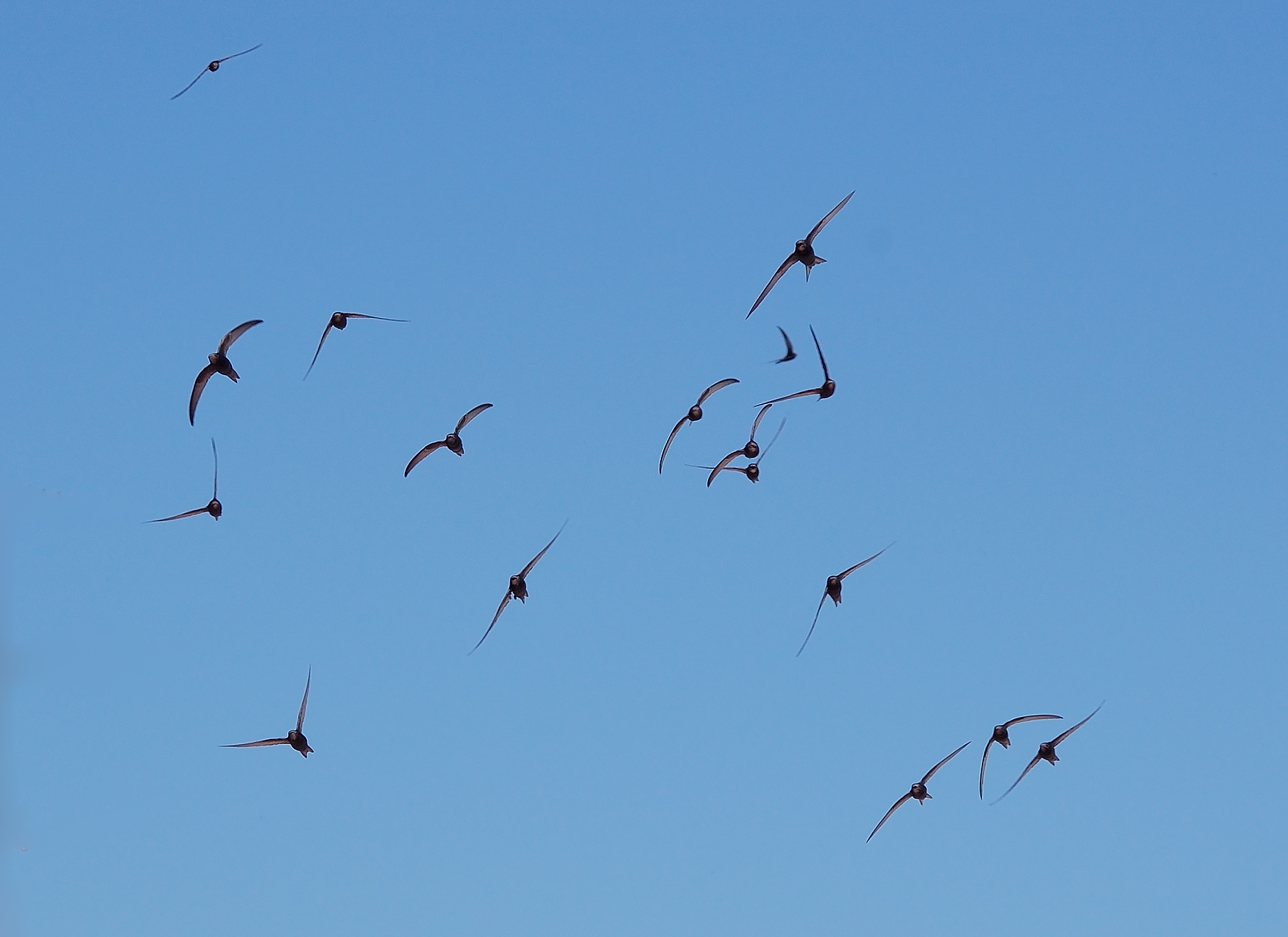
Sarlósfecskék
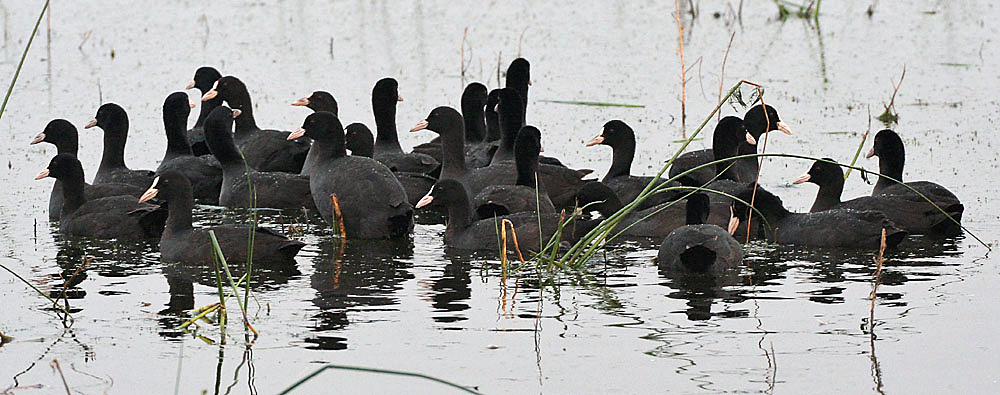
Szárcsák
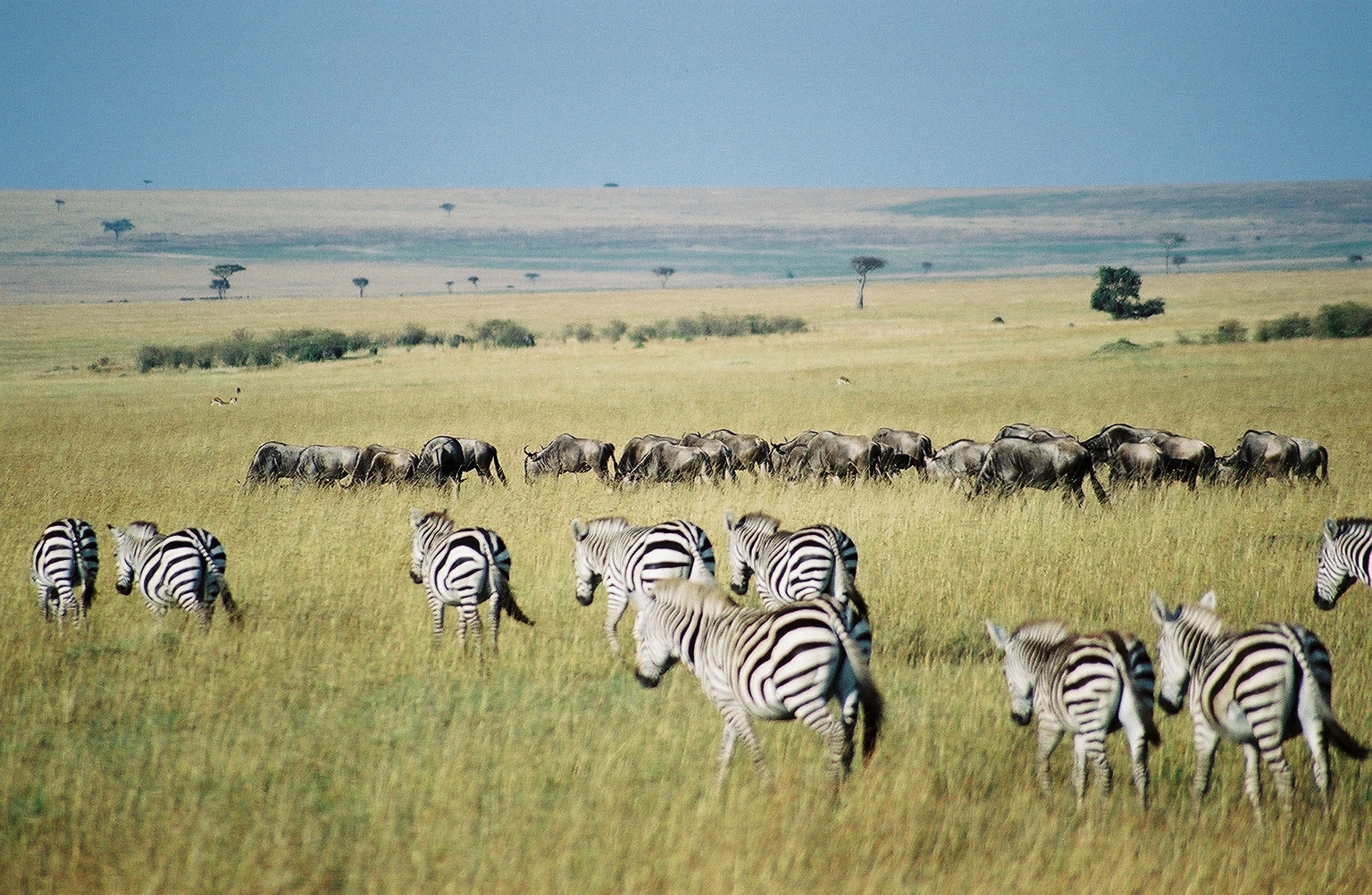
Csíkos gnú és alföldi zebra csapatok.
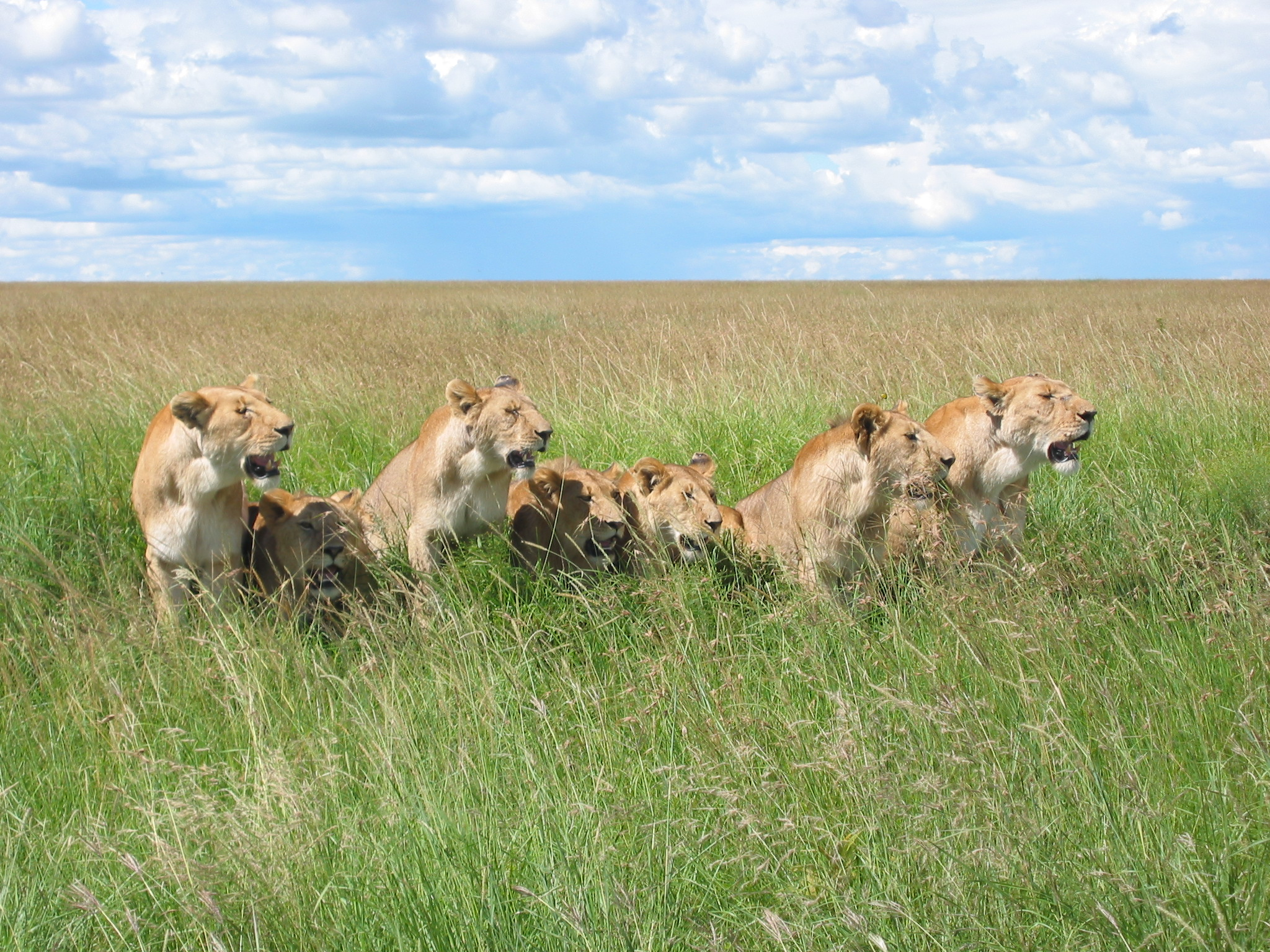
Oroszlánok.
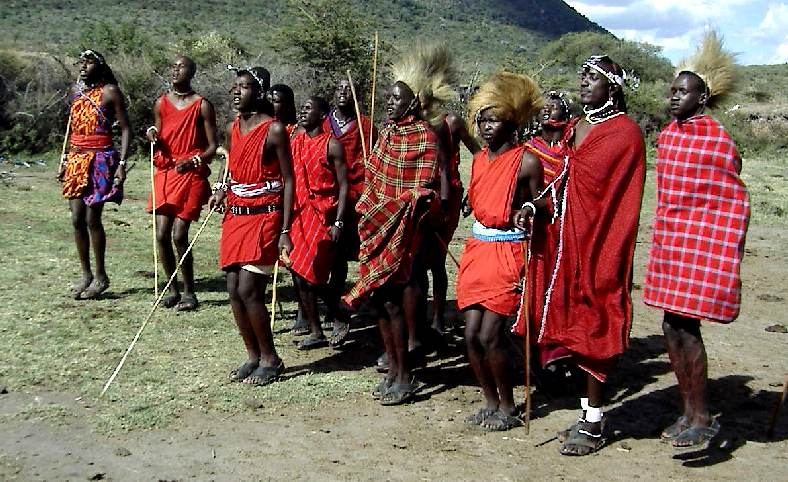
Emberek.